# Alexis de Castillon
Marie-Alexis de Castillon de Saint-Victor (Chartres, 13 de desembre de 1838 – París, 5 de març de 1873) fou un compositor francès del Romanticisme.
Fill del vescomte de Saint-Victor, va tenir una precocitat extraordinària i als vuit anys tocava ja els grans orgues de la catedral de la seva ciutat nadiua, però en lloc de dedicar-se a la música ingressà en l'Escola d'Artilleria, que no tardà a abandonar per a consagrar-se al seu art favorit. Primer estudia amb Massé i després amb César Franck, i en esclatar la guerra francoprussiana sol·licita reingressar en l'exèrcit contraient durant la campanya una malaltia que el portà al sepulcre, poc temps després.
Malgrat la seva mort prematura i que començà els estudis força més tard, Castillon fou un dels compositors més distingits de França, car a la seva inspiració serena i elevada unia una tècnica i un bon gust insuperable. Com Bizet, com Lalo i com tants d'altres no pogué gaudir del triomf en vida, i un Concert per a piano que interpretà meravellosament Saint-Saëns (1872) fou xiulat de manera extrema pel públic que setze anys més tard, ja mort l'autor, reparà la injustícia que havia comès. A més d'aquesta obra deixà:
- cinc aires de dansa;
- Torquato Tasso, poema simfònic;
- Marche slave;
- dues Simfonies;
- una Missa,
- quatre esquisses symphoniques;
- Trois pièces dans le style ancien, totes per a orquestra;
- un quintet;
- un trio i una sonata per a piano i violí;
- Valses humoristiques;
- dues Suites i Fugues, per a piano,
- i la música de sis poesies d'Armand Silvestre.